# Ryōko
Ryōko (jap. りょうこ, リョーコ) – żeńskie imię japońskie.

## Możliwa pisownia
Ryōko można zapisać używając wielu różnych znaków kanji i może znaczyć m.in.:
- 涼子, „chłodny, dziecko”[1]
- 亮子, „przejrzysty, dziecko”
- 良子, „dobry, dziecko”

## Znane osoby
- Ryōko Fuda (涼子), japońska tenisistka
- Ryōko Fujimoto (涼子), japońska judoczka
- Ryōko Hirosue (涼子), japońska aktorka i gwiazda J-pop
- Ryōko Kuninaka (涼子), japońska aktorka i piosenkarka
- Ryōko Nagata (亮子), japońska seiyū
- Ryōko Shinohara (涼子), japońska aktorka i piosenkarka
- Ryōko Shintani (良子), japońska piosenkarka i seiyū
- Ryōko Shiraishi (涼子), japońska piosenkarka i seiyū
- Ryōko Takahashi (涼子), japońska biathlonistka
- Ryōko Tani (亮子), japońska judoczka
- Ryōko Yonekura (涼子), japońska aktorka i modelka

## Fikcyjne postacie
- Ryōko Takamachi (亮子), bohaterka mangi i anime Spiral: The Bonds of Reasoning
- Ryōko Anno (良子), bohaterka serii Battle Royale
- Ryōko Asakura (涼子), bohaterka mangi i anime Melancholia Haruhi Suzumiyi